# Blanchinus (cràter)
Blanchinus és un cràter d'impacte que es troba a les escarpades terres altes del centre-sud de la Lluna. Adjacent al sud del cràter Werner, el cràter La Caille està unit a la seva vora nord-oest. A l'oest es troba la destacada formació del cràter Purbach.

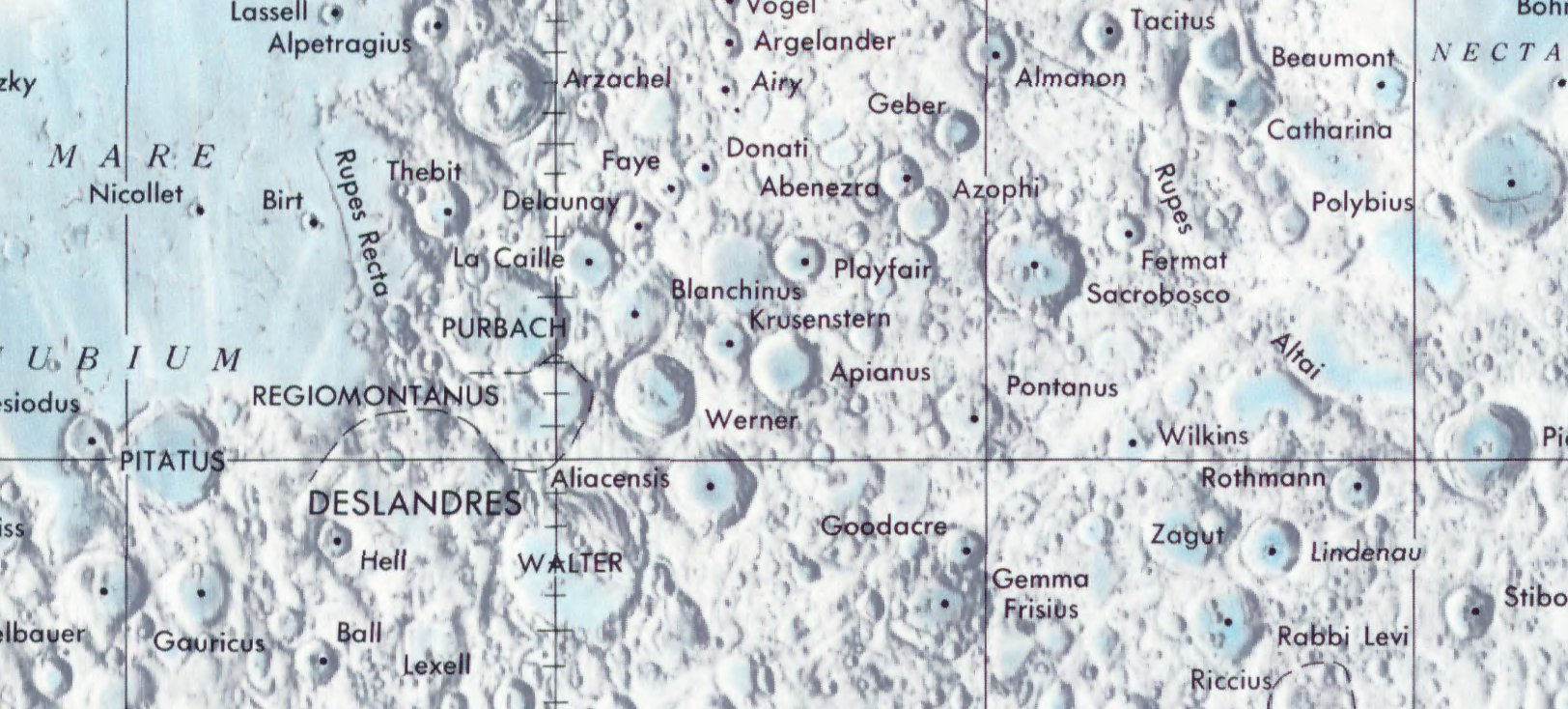
Localització de Blanchinus (centre de la imatge)
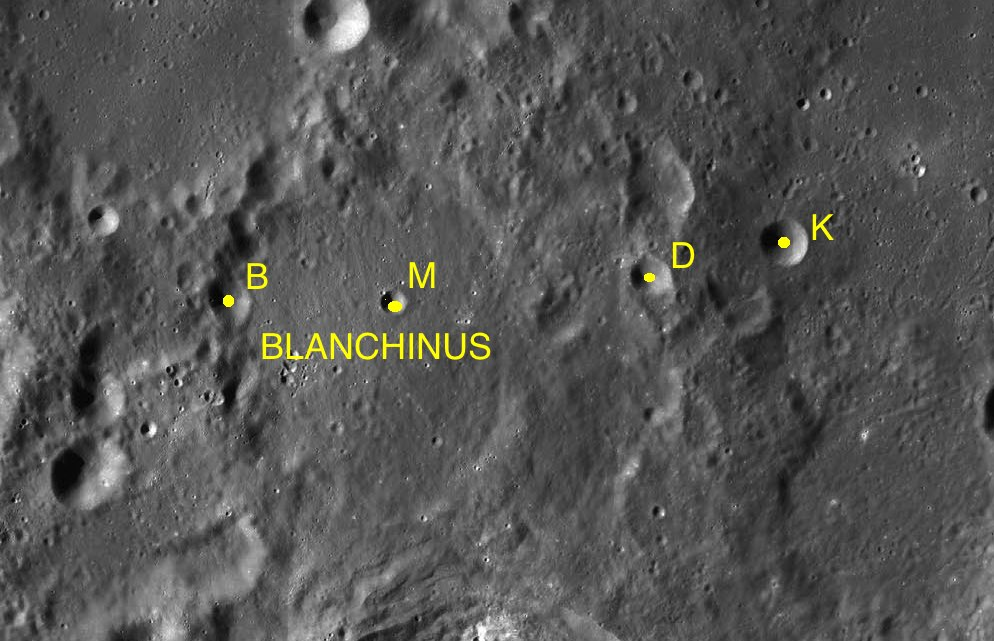
Cràters satèl·lit
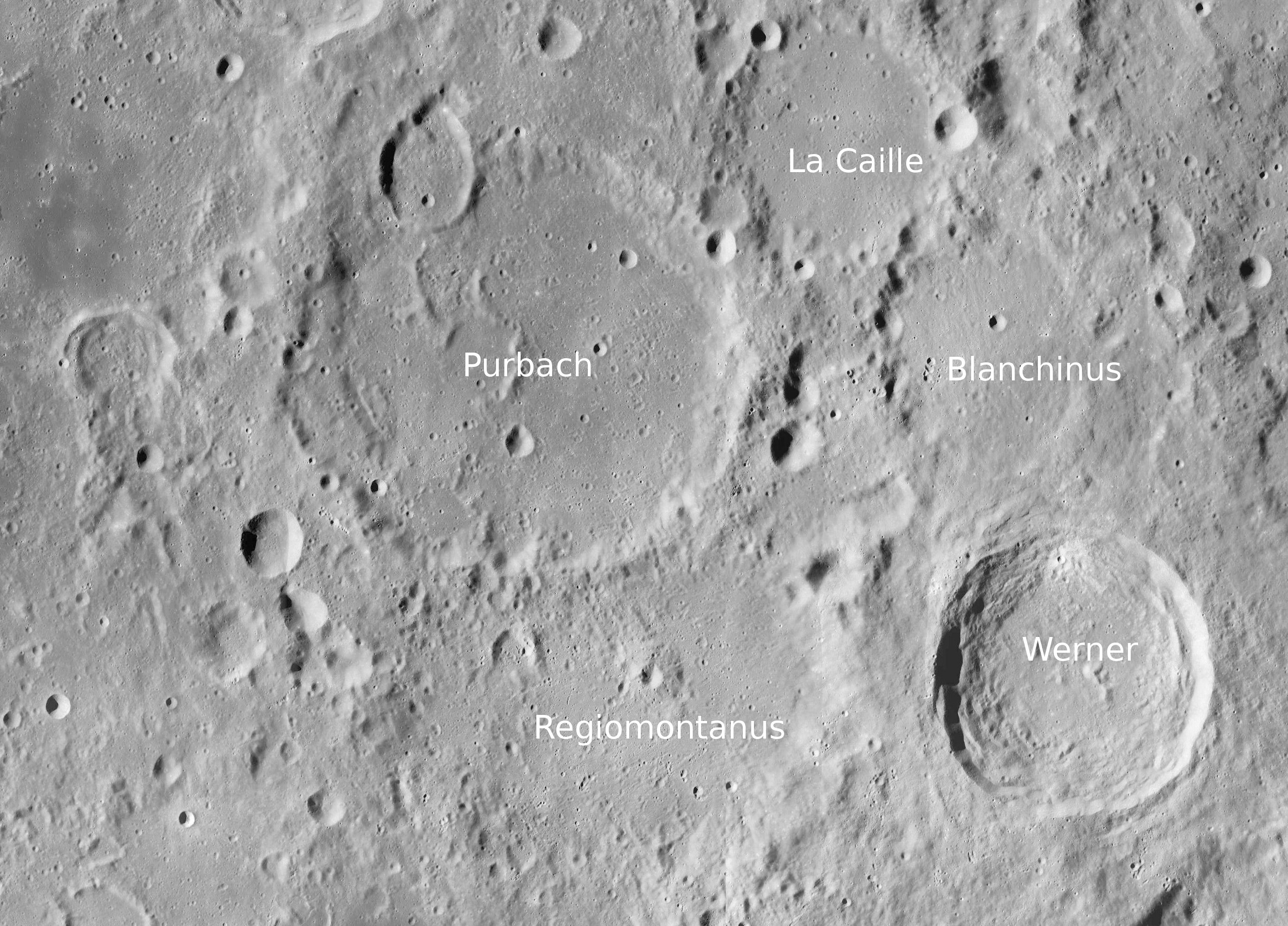
Fotografia de la missió Lunar Reconnaissance Orbiter

La vora exterior de Blanchinus s'ha degradat significativament per impactes posteriors, deixant un anell irregular, amb osques de escarpades turons i crestes. El sòl interior, per contra, és gairebé pla i lliure d'impactes significatius. Només uns pocs cràters minúsculs marquen la superfície interior, amb Blanchinus M situat a prop de el punt mig i la resta de cràters satèl·lit més allunyats.
Durant unes quantes hores abans del quart creixent lunar, la vora del cràter contribueix a la formació del fenomen visual anomenat «X lunar».

## Cràters satèl·lit
Per convenció aquests elements són identificats en els mapes lunars posant la lletra en el costat del punt central del cràter que està més proper a Blanchinus.
| Blanchinus | Coordenades                        | Diàmetre |
| ---------- | ---------------------------------- | -------- |
| B          | 25° 12′ S, 1° 36′ E / 25.2°S,1.6°E | 8 km     |
| D          | 25° 00′ S, 4° 12′ E / 25.0°S,4.2°E | 7 km     |
| K          | 24° 48′ S, 5° 06′ E / 24.8°S,5.1°E | 9 km     |
| M          | 25° 12′ S, 2° 36′ E / 25.2°S,2.6°E | 5 km     |